# Khan al-Sabil
Khan al-Sabil (tiếng Ả Rập: خان السبل, cũng đánh vần Khan Sebil, Khan Sobol hoặc Khan Sabl) là một ngôi làng ở phía tây bắc Syria, một phần hành chính của huyện Idlib của tỉnh Idlib, nằm ở phía nam Idlib. Nó nằm ở hai bên đường cao tốc Aleppo - Damascus, ngay phía đông của ngọn núi Jabal Zawiya. Các địa phương gần đó bao gồm Maarrat al-Nu'man và Babila ở phía nam, Masaran ở phía đông nam, Shaykh Idris ở phía đông, Maardibsah, Mardikh và Saraqib ở phía bắc và Kafr Battikh ở phía tây bắc.
Theo Cục Thống kê Trung ương Syria, Khan al-Sabil có dân số 6.551 tại thời điểm điều tra dân số năm 2004.

## Lịch sử

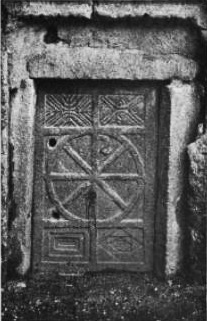
Cửa đá bazan của một cấu trúc cổ ở Khan al-Sabil, trước năm 1903

Ngôi làng chứa một số di tích cổ; trong số đó là những tòa nhà có cửa làm bằng đá bazan. Các cánh cửa là lớn nhất của loại của họ trong khu vực Aleppo lớn hơn. Chúng được trang trí với các biểu tượng Kitô giáo. Vào thế kỷ 20, hai trong số những cánh cửa này là một phần của các tòa nhà vẫn được cư dân của Khan al-Sabil sử dụng.
Khan al-Sabil nằm trên một tuyến đường caravan cổ  và được đặt theo tên của một khan cũ (caravanserai) cùng tên nằm trong làng. Ngôi làng hiện đại được xây dựng xung quanh khan, được thành lập năm 1371 bởi nhà cai trị Bahri Mamluk của Syria, al-Malik al-Ashraf. Bảo trì và tiện nghi của nó đã được tài trợ bởi một waqf (tín ngưỡng tôn giáo Hồi giáo). Khan đã rơi vào tình trạng hỗn loạn trong những năm đầu của thế kỷ 20, hoặc thậm chí sớm hơn.
Trong cuộc Nội chiến Syria, Khan al-Sabil từng là trụ sở quân sự cho Phong trào Hazzm, một bộ trang phục của phiến quân chiến đấu chống lại chính phủ Syria. Ngôi làng đã được tiếp quản bởi nhóm liên kết với al-Qaeda, Mặt trận Nusra, sau chiến thắng của họ trước Phong trào Hazzm trong khu vực.